# Campeonato Catarinense de Futebol de 2006
O Campeonato Catarinense de Futebol de 2006 foi a 81.ª edição do torneio, sendo vencida pelo Figueirense.

## Divisão Principal

### Fórmula de disputa
Os 12 participantes foram distribuídos em 2 grupos de 6. Em cada grupo, os clubes jogaram entre si em todos contra todos, com partidas de ida e volta. Os 4 melhores colocados de cada grupo foram classificados para a 2ª Fase. Nessa fase, os 8 restantes foram divididos novamente em dois grupos de 4 participantes cada, onde jogaram todos contra todos novamente. Os dois melhores foram classificados para as Semi-Finais. As Semi-Finais foram disputadas em jogos de ida e volta, sendo que o primeiro de um grupo enfrenta o segundo do outro. Os vencedores se enfrentaram em uma final de 2 jogos e o vencedor desta é declarado Campeão Catarinense de 2006. O campeão foi classificado à Copa do Brasil de 2007 e à Série C do Brasileiro de 2006, caso o campeão já estivesse em alguma divisão, a vaga seria passada para o segundo colocado, caso este também estivesse, passaria para o terceiro e assim por diante. O mesmo aconteceria com a Copa do Brasil, caso o participante disputasse a Libertadores 2007, a vaga seria passada adiante.

### Primeira Fase
Grupo A
| 1 | Figueirense         | 21 | 10 | 6 | 3 | 1 | 19 | 9  | +10 |
| 2 | Juventus            | 19 | 10 | 6 | 1 | 3 | 22 | 14 | +8  |
| 3 | Avaí                | 16 | 10 | 5 | 1 | 4 | 22 | 11 | +11 |
| 4 | Atlético de Ibirama | 11 | 10 | 2 | 5 | 3 | 12 | 17 | -5  |
| 5 | Guarani             | 10 | 10 | 3 | 1 | 6 | 9  | 24 | -15 |
| 6 | Chapecoense         | 6  | 10 | 1 | 3 | 6 | 11 | 20 | -9  |
| PG – pontos ganhos; J – jogos; V – vitórias; E – empates; D – derrotas; GP – gols pró; GC – gols contra; SG – saldo de gols |                     |    |    |   |   |   |    |    |     |

Grupo B
| 1 | Brusque       | 23 | 10 | 7 | 2 | 1 | 27 | 15 | +12 |
| 2 | Marcílio Dias | 16 | 10 | 5 | 1 | 4 | 13 | 10 | +3  |
| 3 | Metropolitano | 16 | 10 | 4 | 4 | 2 | 17 | 13 | +4  |
| 4 | Joinville     | 14 | 10 | 4 | 2 | 4 | 19 | 17 | +2  |
| 5 | Criciúma      | 13 | 10 | 4 | 1 | 5 | 19 | 15 | +4  |
| 6 | Caxias        | 2  | 10 | 0 | 2 | 8 | 9  | 34 | -25 |
| PG - pontos ganhos; J - jogos; V - vitórias; E - empates; D - derrotas; GP - gols pró; GC - gols contra; SG - saldo de gols |               |    |    |   |   |   |    |    |     |

### Segunda Fase
Grupo C
| 1 | Joinville     | 11 | 6 | 3 | 2 | 1 | 10 | 6  | +4 |
| 2 | Figueirense   | 10 | 6 | 3 | 1 | 2 | 15 | 10 | +5 |
| 3 | Marcílio Dias | 6  | 6 | 1 | 3 | 2 | 9  | 13 | -4 |
| 4 | Avaí          | 5  | 6 | 1 | 2 | 3 | 5  | 10 | -5 |
| PG - pontos ganhos; J - jogos; V - vitórias; E - empates; D - derrotas; GP - gols pró; GC - gols contra; SG - saldo de gols |               |    |   |   |   |   |    |    |    |

Grupo D
| 1 | Atlético de Ibirama | 11 | 6 | 3 | 2 | 1 | 10 | 6  | +4 |
| 2 | Juventus            | 10 | 6 | 3 | 1 | 2 | 6  | 8  | -2 |
| 3 | Metropolitano       | 7  | 6 | 2 | 1 | 3 | 9  | 9  | 0  |
| 4 | Brusque             | 5  | 6 | 1 | 2 | 3 | 10 | 12 | -2 |
| PG - pontos ganhos; J - jogos; V - vitórias; E - empates; D - derrotas; GP - gols pró; GC - gols contra; SG - saldo de gols |                     |    |   |   |   |   |    |    |    |

### Semi-Finais
As semifinais foram disputadas em jogos de ida e volta, sendo que os primeiros colocados dos grupos da 2ª Fase jogam a partida de volta em casa. Enfrentavam-se:
- Primeiro do Grupo C (Joinville) vs. Segundo do Grupo D (Juventus)
- Primeiro do Grupo D (Atlético de Ibirama) vs. Segundo do Grupo C (Figueirense)

| Time 1*     | Resultado | Time 2              | Jogo 1 | Jogo 2 |
| ----------- | --------- | ------------------- | ------ | ------ |
| Juventus    | 0-4       | Joinville           | 0-1    | 0-3    |
| Figueirense | 4-3       | Atlético de Ibirama | 3-1    | 1-2    |

* Os clubes citados primeiro tiveram a primeira partida jogada em casa, ou seja, foram os segundos colocados do seu grupo.
Itálico: Clubes classificados para a final.

### Final
| Campeão     | Resultado | Vice-Campeão | Jogo 1 | Jogo 2 |
| ----------- | --------- | ------------ | ------ | ------ |
| Figueirense | 4-2       | Joinville*   | 1-2    | 3-0    |

*O Joinville teve a primeira partida jogada em casa. 

### Classificação Geral
| 1  | Figueirense         |
| 2  | Joinville*          |
| 3  | Juventus            |
| 4  | Atlético de Ibirama |
| 5  | Brusque             |
| 6  | Metropolitano       |
| 7  | Marcílio Dias       |
| 8  | Avaí                |
| 9  | Criciúma            |
| 10 | Guarani             |
| 11 | Chapecoense         |
| 12 | Caxias              |

|  |                                                    |
|  | Classificado à Copa do Brasil de 2007              |
|  | Classicado à Série C do Campeonato Brasileiro 2006 |

* O Joinville se classificou à Série C, pois o Figueirense já estava na Série A.

## Divisão Especial
A Divisão Especial é disputada pelos clubes catarinenses da Divisão Principal que não estão na Série A, nem na Série B do Campeonato Brasileiro mais os melhores colocados da Divisão de Acesso do ano anterior, totalizando 12.

### Fórmula de disputa
Os 12 participantes jogam em um grupo único, todos contra todos em apenas um turno. Os 4 melhores colocados de cada grupo são classificados para as Semi-Finais. As Semi-Finais são disputadas em jogos de ida e volta, sendo que o primeiro colocado enfrenta o quarto e o segundo joga contra o terceiro. Os vencedores se enfrentam em uma final de 2 jogos e o vencedor desta é declarado Campeão Catarinense da Divisão Especial 2006. O campeão é classificado à Série C do Brasileiro de 2006, caso o campeão já esteja em alguma divisão, a vaga é passada para o segundo colocado, caso este também esteja, passa para o terceiro e assim por diante. Os dois clubes que somarem menos pontos na Primeira Fase serão rebaixados à Divisão de Acesso de 2006.
Nas fases eliminatórias, vence o clube que somar mais pontos, independente do saldo de gols, caso haja empate, zera-se o placar e realiza-se uma prorrogação de 30 minutos, caso o empate persista, o clube com melhor desempenho na primeira fase do respectivo turno (se for na fase final, vence aquele que somou mais pontos nos dois turnos) é declarado o vencedor.

### Primeira Fase
Classificação
| 1 | Criciúma            | 30 | 11 | 10 | 0 | 1 | 25 | 9  | +16 |
| 2 | Joinville           | 21 | 11 | 6  | 3 | 2 | 23 | 12 | +11 |
| 3 | Chapecoense         | 19 | 11 | 5  | 4 | 2 | 15 | 14 | +1  |
| 4 | Marcílio Dias       | 18 | 11 | 5  | 3 | 3 | 20 | 18 | +2  |
| 5 | Próspera            | 17 | 11 | 5  | 2 | 4 | 21 | 19 | +2  |
| 6 | Guarani             | 15 | 11 | 5  | 0 | 6 | 12 | 20 | -8  |
| 7 | Metropolitano       | 13 | 11 | 3  | 4 | 4 | 20 | 16 | +4  |
| 8 | Atlético de Ibirama | 12 | 11 | 3  | 3 | 5 | 13 | 18 | -5  |
| 9 | Juventus            | 12 | 11 | 2  | 6 | 3 | 18 | 19 | -1  |
| 10 | Brusque             | 9  | 11 | 2  | 3 | 6 | 15 | 17 | -2  |
| 11 | Cidade Azul         | 9  | 11 | 2  | 3 | 6 | 19 | 26 | -7  |
| 12 | Lages*              | 6  | 11 | 1  | 3 | 7 | 11 | 24 | -13 |
| PG - pontos ganhos; J - jogos; V - vitórias; E - empates; D - derrotas; GP - gols pró; GC - gols contra; SG - saldo de gols |                     |    |    |    |   |   |    |    |     |

|  |                                             |
|  | Classicados às Semi-Finais                  |
|  | Rebaixados para a Divisão de Acesso de 2006 |

 O Lages, entrou no lugar do Caxias, pois este foi suspenso da Federação Catarinense após a Divisão Principal de 2006 e o Cidade Azul no lugar do Figueirense B

### Semi-Finais
As semifinais foram disputadas em jogos de ida e volta, sendo que o melhor colocado do grupo jogaa a partida de volta em casa.
| Time 1*       | Time 2    | Jogo 1 | Jogo 2 | Prorrogação |
| ------------- | --------- | ------ | ------ | ----------- |
| Chapecoense   | Joinville | 2-0    | 0-2    | 0-1         |
| Marcílio Dias | Criciúma  | 2-2    | 3-1    |             |

¹ Os clubes citados primeiro tiveram a primeira partida jogada em casa, ou seja, tiveram pior colocação que o segundo citado
Itálico: Clubes classificados para a final.

### Final
O melhor colocado na Primeira Fase jogou a partida de volta em casa.
| Campeão   | Vice-Campeão  | Jogo 1 | Jogo 2 | Prorrogação |
| --------- | ------------- | ------ | ------ | ----------- |
| Joinville | Marcílio Dias | 1-1    | 3-3    | 2-1         |

### Classificação Geral
| 1  | Joinville           |
| 2  | Marcílio Dias*      |
| 3  | Criciúma            |
| 4  | Chapecoense         |
| 5  | Próspera            |
| 6  | Guarani             |
| 7  | Metropolitano       |
| 8  | Atlético de Ibirama |
| 9  | Juventus            |
| 10 | Brusque             |
| 11 | Cidade Azul         |
| 12 | Lages               |

|  |                                                    |
|  | Classicado à Série C do Campeonato Brasileiro 2006 |
|  | Rebaixado para a Divisão de Acesso de 2007         |

* O Joinville já estava classificado para a Série C, por causa da sua colocação na Divisão Principal, portanto a vaga foi passada ao Marcílio Dias

## Divisão de Acesso
A Divisão de Acesso é disputada por 10 times, sendo dois deles os que cairam da Divisão Especial desse ano.

### Fórmula de Disputa
A Divisão de Acesso foi dividida em 3 Fases:
Primeira Fase: Os 10 clubes são divididos em 2 grupos de cinco, onde jogam entre si todos contra todos em apenas um turno. Os quatro primeiros de cada grupo avançam para as Quartas de Final. Nas Quartas de Final o primeiro de um grupo enfrenta o quarto de outro e o segundo enfrenta o terceiro de outro. É disputada em jogos de Ida e Volta. Os vencedores passam para as Semi-Finais, onde disputam novamente em ida e volta. Os 2 clubes vencedores disputam uma Final em dois jogos e o vencedor é classificado para a Fase Final.
Segunda Fase: Idêntica à Primeira Fase.
Fase Final: É disputada em um grupo de 4 clubes, sendo dois deles os campeões da Primeira e Segunda Fases. Os outros dois clubes são os que somaram mais pontos na fase de grupos em cada grupo. No grupo, os clubes jogam todos contra todos em 2 turnos. Os dois que somam mais pontos são classificados para a Divisão Especial de 2007 e jogam uma Final em dois jogos, o vencedor é declarado campeão da Divisão de Acesso de 2006

### Primeira Fase

#### Fase de Grupos
Grupo A
| 1 | Blumenau     | 10 | 4 | 3 | 1 | 0 | 10 | 5  | +5  |
| 2 | Camboriuense | 7  | 4 | 2 | 1 | 1 | 13 | 5  | +8  |
| 3 | Navegantes*  | 3  | 4 | 3 | 0 | 1 | 10 | 5  | +5  |
| 4 | Brusquense   | 3  | 4 | 1 | 0 | 3 | 6  | 13 | -7  |
| 5 | EC São Bento | 0  | 4 | 0 | 0 | 4 | 1  | 12 | -11 |
| PG - pontos ganhos; J - jogos; V - vitórias; E - empates; D - derrotas; GP - gols pró; GC - gols contra; SG - saldo de gols |              |    |   |   |   |   |    |    |     |

*O Navegantes perdeu 6 pontos por jogador irregular
Grupo B
| 1 | Concórdia        | 7 | 4 | 2 | 1 | 1 | 6 | 5 | +1 |
| 2 | Videira          | 6 | 4 | 1 | 3 | 0 | 6 | 4 | +2 |
| 3 | Maravilha        | 5 | 4 | 1 | 2 | 1 | 5 | 5 | 0  |
| 4 | Peri Ferroviário | 5 | 4 | 1 | 2 | 1 | 3 | 4 | -1 |
| 5 | Lages            | 2 | 4 | 0 | 2 | 2 | 2 | 4 | -2 |
| PG - pontos ganhos; J - jogos; V - vitórias; E - empates; D - derrotas; GP - gols pró; GC - gols contra; SG - saldo de gols |                  |   |   |   |   |   |   |   |    |

#### Quartas de Final
| Time 1*          | Time 2       | Jogo 1 | Jogo 2 | Prorrogação |
| ---------------- | ------------ | ------ | ------ | ----------- |
| Peri Ferroviário | Blumenau     | 4-2    | 3-3    |             |
| Brusquense       | Concórdia    | 1-3    | 1-3    |             |
| Maravilha        | Camboriuense | 2-2    | 1-2    |             |
| Navegantes       | Videira**    | 1-1    | 0-0    | 0-0         |

* Os clubes citados primeiro tiveram a primeira partida jogada em casa, ou seja, tiveram uma pior colocação na Fase de Grupos.
Itálico: Clubes classificados para às Semi-Finais.
** O Videira se classificou pois o critério de desempate é a melhor pontuação na fase de grupos

#### Semi-Finais
| Time 1*          | Time 2    | Jogo 1 | Jogo 2 |
| ---------------- | --------- | ------ | ------ |
| Peri Ferroviário | Videira   | 0-1    | 0-3    |
| Camboriuense     | Concórdia | 2-1    | 0-0    |

* Os clubes citados primeiro tiveram a primeira partida jogada em casa, ou seja, tiveram uma pior pontuação na Fase de Grupos.
Itálico: Clubes classificados para à Final.

#### Final
O Videira jogou a primeira partida em casa pois apresentou menor pontuação na Fase de grupos.
| Campeão | Vice-Campeão | Jogo 1 | Jogo 2 |
| ------- | ------------ | ------ | ------ |
| Videira | Camboriuense | 2-0    | 1-1    |

### Segunda Fase

#### Fase de Grupos
Grupo A
| 1 | Camboriuense | 12 | 4 | 4 | 0 | 0 | 12 | 1 | +11 |
| 2 | Blumenau     | 9  | 4 | 3 | 0 | 1 | 6  | 6 | +0  |
| 3 | Navegantes*  | 4  | 4 | 1 | 1 | 2 | 5  | 5 | 0   |
| 4 | Brusquense   | 2  | 4 | 0 | 0 | 2 | 0  | 3 | -3  |
| 5 | EC São Bento | 1  | 4 | 0 | 1 | 3 | 0  | 8 | -8  |
| PG – pontos ganhos; J – jogos; V – vitórias; E – empates; D – derrotas; GP – gols pró; GC – gols contra; SG – saldo de gols |              |    |   |   |   |   |    |   |     |

*O Navegantes perdeu 6 pontos por jogador irregular no segundo jogo
Grupo B
| 1 | Lages            | 7 | 4 | 2 | 1 | 1 | 11 | 6  | +5 |
| 2 | Maravilha        | 7 | 4 | 2 | 1 | 1 | 7  | 5  | +2 |
| 3 | Peri Ferroviário | 7 | 4 | 2 | 1 | 1 | 6  | 6  | 0  |
| 4 | Videira          | 6 | 4 | 2 | 0 | 2 | 5  | 5  | 0  |
| 5 | Concórdia        | 1 | 4 | 0 | 1 | 3 | 6  | 13 | -7 |
| PG - pontos ganhos; J - jogos; V - vitórias; E - empates; D - derrotas; GP - gols pró; GC - gols contra; SG - saldo de gols |                  |   |   |   |   |   |    |    |    |

#### Quartas de Final
| Time 1*          | Time 2       | Jogo 1 | Jogo 2 | Prorrogação |
| ---------------- | ------------ | ------ | ------ | ----------- |
| Videira          | Camboriuense | 3-0    | 0-0    |             |
| Brusquense       | Lages        | 1-1    | 0-3    |             |
| Peri Ferroviário | Blumenau     | 0-2    | 2-2    |             |
| Navegantes       | Maravilha    | 3-0    | 2-3    | 1-0         |

* Os clubes citados primeiro tiveram a primeira partida jogada em casa, ou seja, tiveram uma pior colocação na Fase de Grupos.
Itálico: Clubes classificados para às Semi-Finais.

#### Semi-Finais
| Time 1*  | Time 2        | Jogo 1 | Jogo 2 | Prorrogação |
| -------- | ------------- | ------ | ------ | ----------- |
| Videira  | Navegantes*** | 1-0    | 0-1    | 0-0         |
| Blumenau | Lages         | 1-0    | 2-3    | 2-0         |

* Os clubes citados primeiro tiveram a primeira partida jogada em casa, ou seja, tiveram uma pior pontuação na Fase de Grupos.
Itálico: Clubes classificados para à Final.

*** O Navegantes se classificou pois o critério de desempate é a melhor pontuação na fase de grupos, se o jogo não foi resolvido na prorrogação.

#### Final
O Navegantes jogou a primeira partida em casa pois apresentou menor pontuação na Fase de grupos.
| Campeão  | Vice-Campeão | Jogo 1 | Jogo 2 |
| -------- | ------------ | ------ | ------ |
| Blumenau | Navegantes   | 1-1    | 6-2    |

### Fase Final

#### Tabela geral das Fases de Grupos
Os clubes Camboriuense e Maravilha se classificaram à Fase Final pois apresentaram a melhor pontuação do seu grupo no campeonato. O Maravilha se classificou, apesar de estar em segundo, pois o Videira já estava classificado.
Grupo A
| 1 | Camboriuense | 19 | 8 | 6 | 1 | 1 | 25 | 6  | +19 |
| 2 | Blumenau     | 19 | 8 | 6 | 1 | 1 | 16 | 11 | +5  |
| 3 | Navegantes*  | 7  | 8 | 4 | 1 | 3 | 15 | 10 | +5  |
| 4 | Brusquense   | 5  | 8 | 1 | 2 | 5 | 6  | 16 | -10 |
| 5 | EC São Bento | 1  | 8 | 0 | 1 | 7 | 1  | 20 | -19 |
| PG - pontos ganhos; J - jogos; V - vitórias; E - empates; D - derrotas; GP - gols pró; GC - gols contra; SG - saldo de gols |              |    |   |   |   |   |    |    |     |

*O Navegantes perdeu 6 pontos por jogador irregular
Grupo B
| 1 | Videira          | 12 | 8 | 3 | 3 | 2 | 11 | 9  | +2 |
| 2 | Maravilha        | 12 | 8 | 3 | 3 | 2 | 12 | 10 | +2 |
| 3 | Peri Ferroviário | 12 | 8 | 3 | 3 | 2 | 9  | 10 | -1 |
| 4 | Lages            | 9  | 8 | 2 | 3 | 3 | 13 | 10 | +3 |
| 5 | Concórdia        | 8  | 8 | 2 | 2 | 4 | 12 | 18 | -6 |
| PG – pontos ganhos; J – jogos; V – vitórias; E – empates; D – derrotas; GP – gols pró; GC – gols contra; SG – saldo de gols |                  |    |   |   |   |   |    |    |    |

#### Quadrangular Final
| 1 | Camboriuense | 13 | 6 | 4 | 1 | 1 | 16 | 9  | +7 |
| 2 | Videira      | 10 | 6 | 3 | 1 | 2 | 8  | 12 | -4 |
| 3 | Blumenau     | 7  | 6 | 2 | 1 | 3 | 14 | 10 | +4 |
| 4 | Maravilha    | 4  | 6 | 1 | 1 | 4 | 8  | 15 | -7 |
| PG – pontos ganhos; J – jogos; V – vitórias; E – empates; D – derrotas; GP – gols pró; GC – gols contra; SG – saldo de gols |              |    |   |   |   |   |    |    |    |

#### Final
O Videira jogou a primeira partida em casa pois apresentou menor pontuação na Fase Final.
| Campeão      | Vice-Campeão | Jogo 1 | Jogo 2 | Prorrogação |
| ------------ | ------------ | ------ | ------ | ----------- |
| Camboriuense | Videira      | 3-1    | 1-3    | 2-0         |

A Camboriuense foi declarada campeã da Divisão de Acesso de 2006 e os dois finalistas se classificaram à Divisão Especial de 2007.

## Outras Competições
Ocorreram 2 torneios oficiais em Santa Catarina além do Campeonato Catarinense e da Copa Santa Catarina: o Torneio Seletivo à Série C 2007, vencido pelo Joinville e o Torneio Seletivo à Copa do Brasil 2007, vencido pelo Avaí.

### Torneio Seletivo à Copa do Brasil de 2007
O Torneio Seletivo à Copa do Brasil de 2007 foi um torneio realizado para definir o segundo e último represantante catarinense na Copa do Brasil de 2007. Foi disputado pelo Avaí e pelo campeão da Divisão Especial de 2006 (Joinville). Os dois clubes realizaram dois jogos. O clube que apresentou mais vitória seria classificado à Copa do Brasil de 2007. Como houve empate no número de vitórias, realizou-se um terceiro jogo no estádio do clube que teve maior quantidade de gols fora de casa. O vencedor deste classificou-se à Copa do Brasil de 2007. Caso o empate persistisse, seria realizada uma disputa por penaltis.
| Data – Hora   | Time Mandante | Resultado | Time Visitante | Estádio Estádio | Cidade        |
| ------------- | ------------- | --------- | -------------- | --------------- | ------------- |
| 24/06 – 19:30 | Joinville     | 3x1       | Avaí           | Arena           | Joinville     |
| 28/06 – 21:00 | Avaí          | 2x0       | Joinville      | Ressacada       | Florianópolis |
| 02/07 – 16:00 | Avaí          | 2x0       | Joinville      | Ressacada       | Florianópolis |

 Itálico: Clube classificado à Copa do Brasil de 2007

### Torneio Seletivo à Série C de 2007
O Torneio Seletivo à Série C de 2007 foi um torneio realizado para definir o primeiro representante catarinense na Série C do ano de 2007. Foi disputado pela campeã da Copa Santa Catarina de 2006, a Chapecoense mais os dois clubes que foram eliminados da Série C de 2006 (Joinville e Marcílio Dias). Foi disputado em turno e returno, sendo vencedora a associação que somou mais pontos no final das 6 rodadas.
| 1 | Joinville     | 9 | 4 | 3 | 0 | 1 | 7 | 3 | +4 |
| 2 | Chapecoense   | 6 | 4 | 2 | 0 | 2 | 7 | 6 | +1 |
| 3 | Marcílio Dias | 3 | 4 | 1 | 0 | 3 | 3 | 8 | -5 |
| PG - pontos ganhos; J - jogos; V - vitórias; E - empates; D - derrotas; GP - gols pró; GC - gols contra; SG - saldo de gols |               |   |   |   |   |   |   |   |    |

|  |                                |
|  | Classificado à Série C de 2007 |

| Data – Hora   | Time Mandante | Resultado | Time Visitante | Estádio      | Cidade    |
| ------------- | ------------- | --------- | -------------- | ------------ | --------- |
| 03/12 – 18:30 | Joinville     | 1x0       | Marcílio Dias  | Arena        | Joinville |
| 06/12 – 20:30 | Marcílio Dias | 3x1       | Chapecoense    | Hercílio Luz | Itajaí    |
| 10/12 – 18:30 | Chapecoense   | 2x0       | Joinville      | Índio Condá  | Chapecó   |
| 13/12 – 20:30 | Marcílio Dias | 0x3       | Joinville      | Hercílio Luz | Itajaí    |
| 17/12 – 18:30 | Chapecoense   | 3x0       | Marcílio Dias  | Índio Condá  | Chapecó   |
| 20/12 – 20:30 | Joinville     | 3x1       | Chapecoense    | Arena        | Joinville |

## Campeão Geral
| Campeonato Catarinense de 2006 |
| ------------------------------ |
| Figueirense 14º Título         |